# 莱奥·索托尔尼克
莱奥·索托尔尼克（捷克語：Leo Sotorník，1926年4月11日—1998年3月14日），捷克男子竞技体操运动员。他曾代表捷克斯洛伐克参加1948年和1952年夏季奥林匹克运动会体操比赛，其中1948年奥运会获得一枚铜牌。